# Schloss Neuenbürg (Enzkreis)

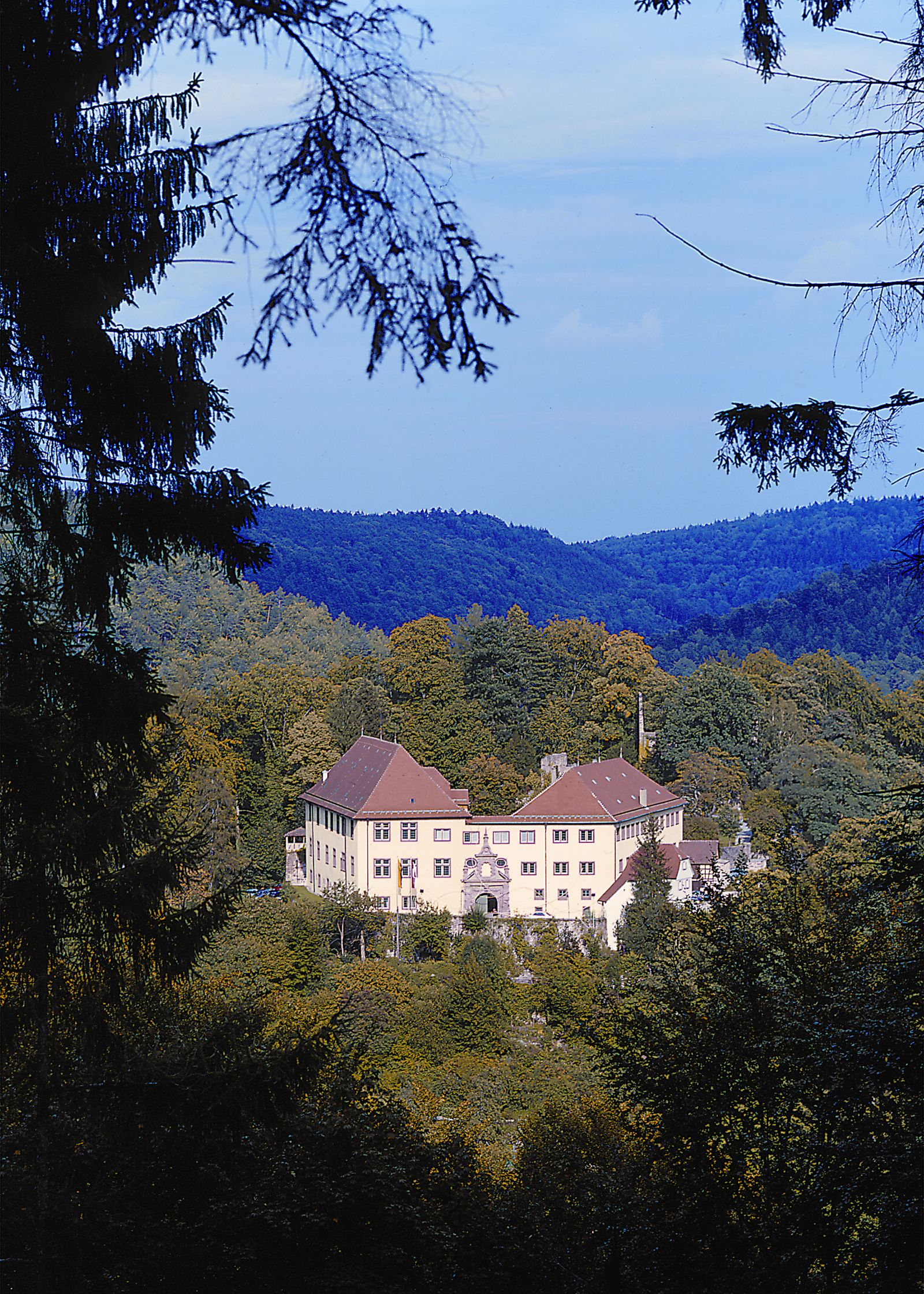
Schloss Neuenbürg – Ansicht von Westen

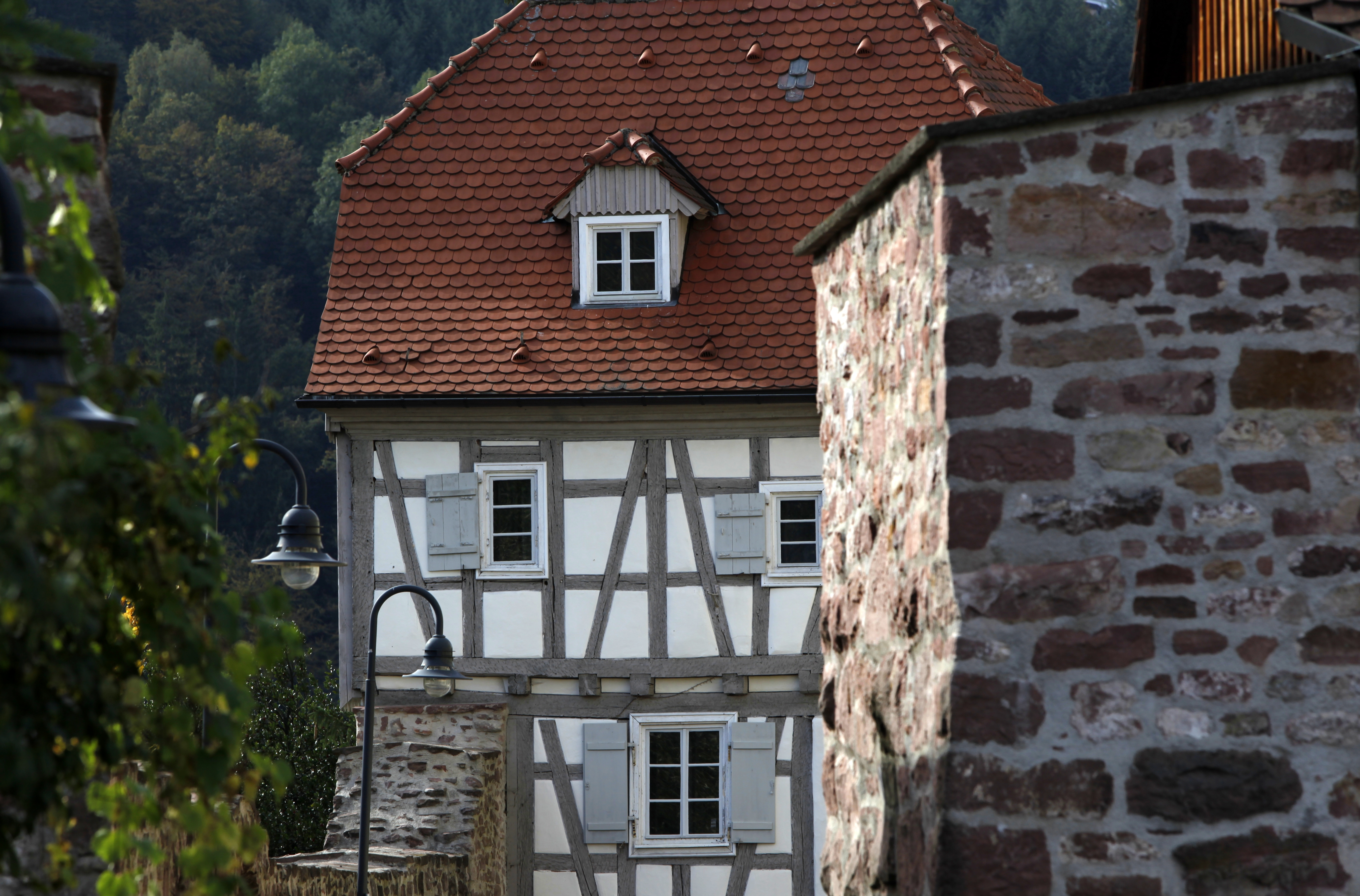
Ehemaliges Torwärterhäuschen

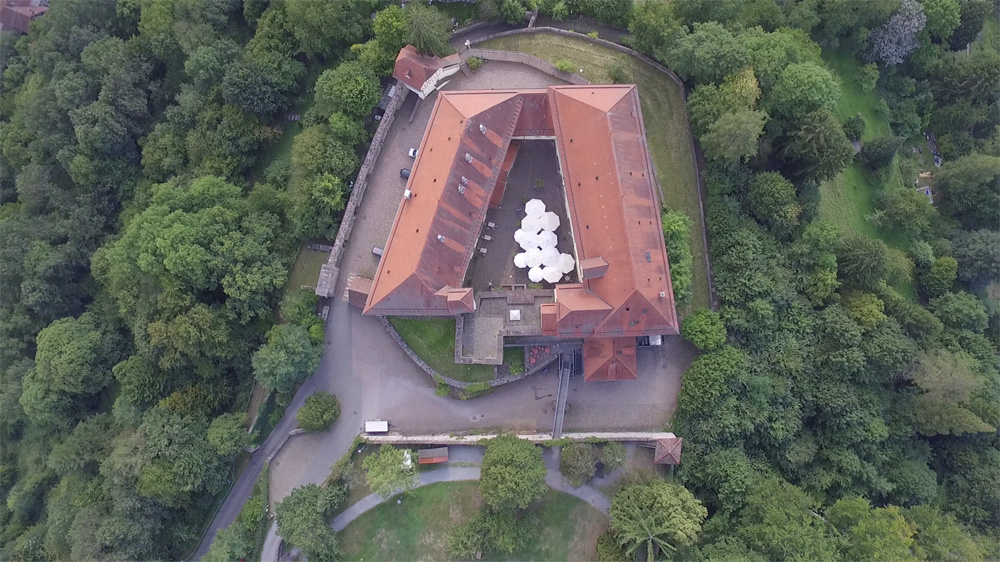
Schloss Neuenbürg mit Innenhof

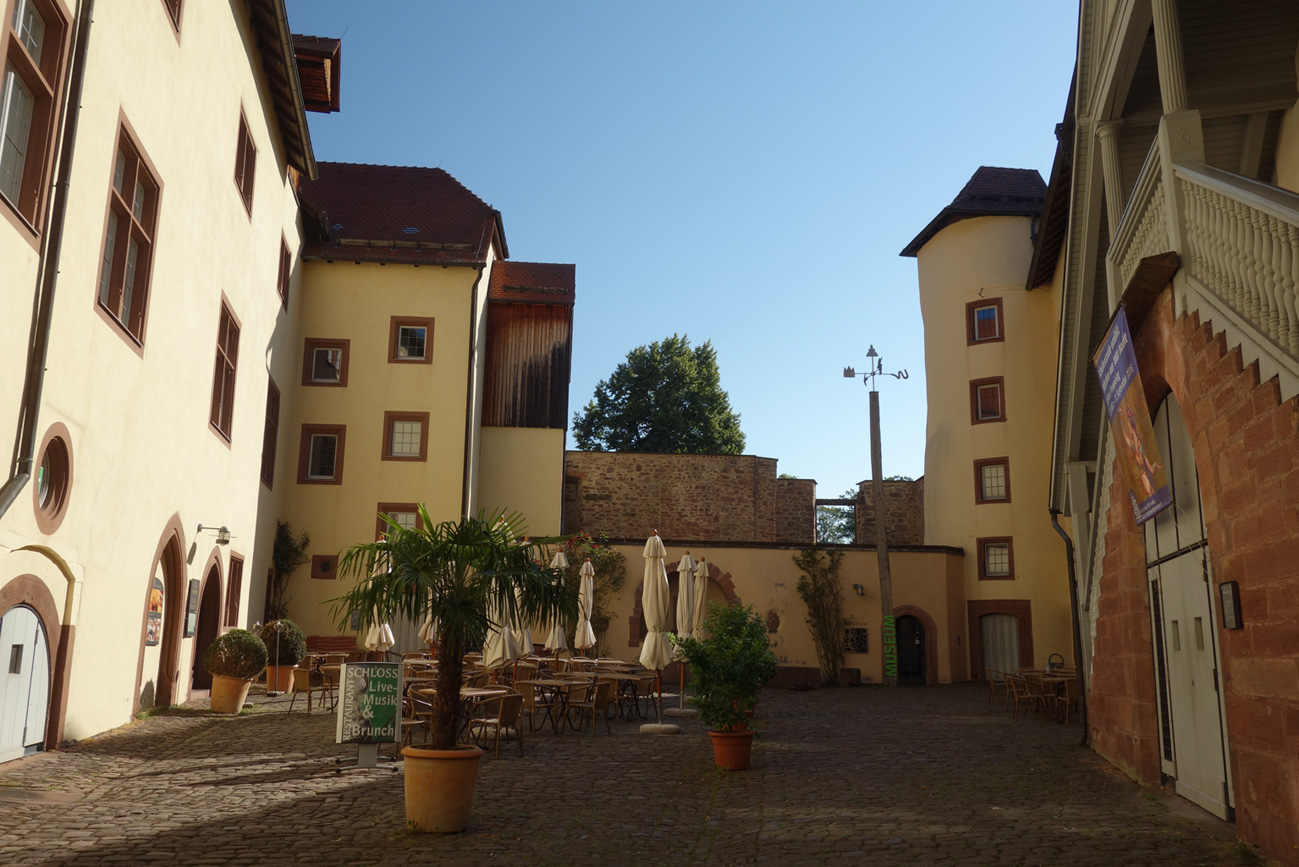
Schloss Neuenbürg – Innenhof

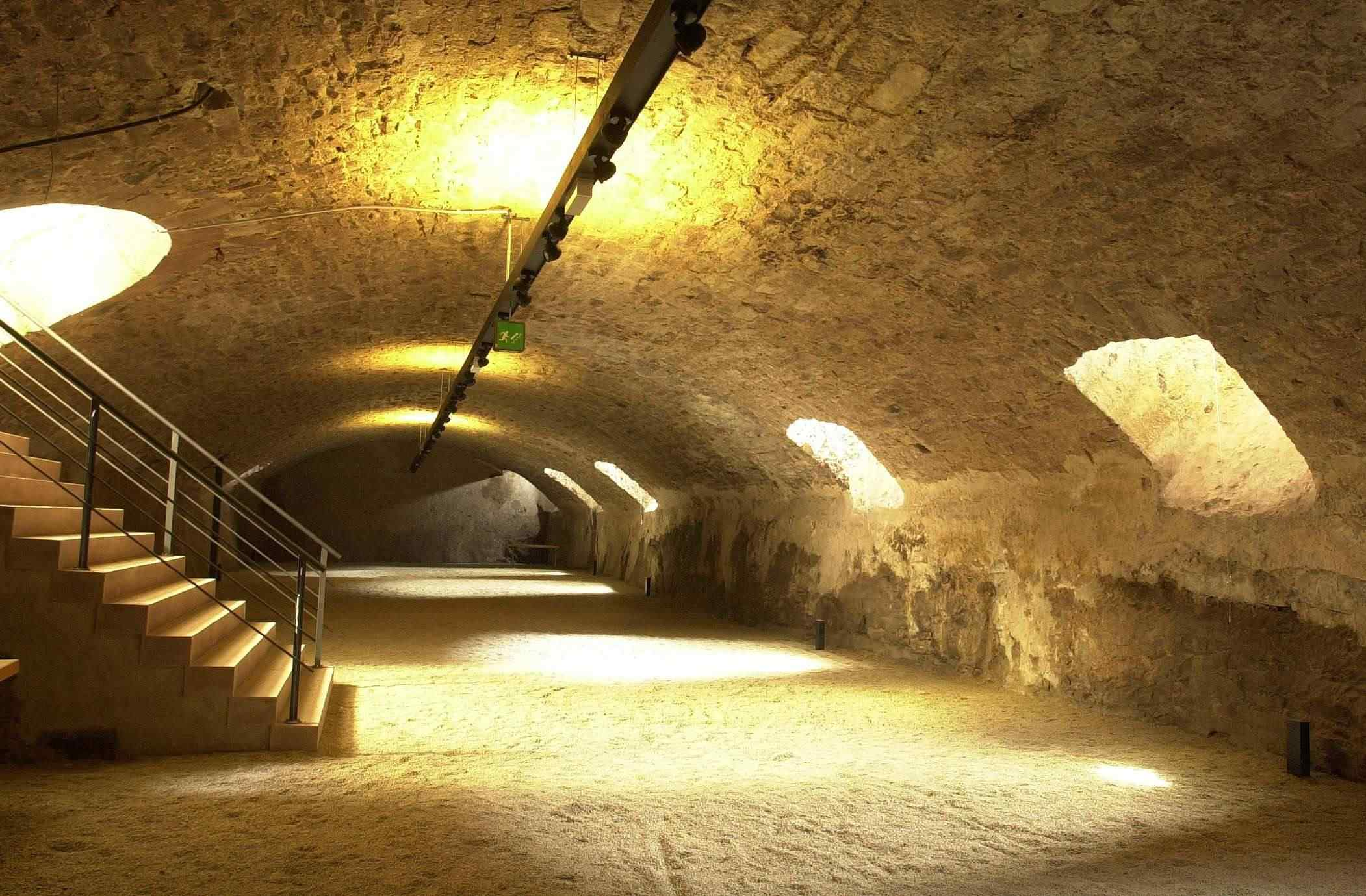
Gewölbekeller unter dem Südflügel

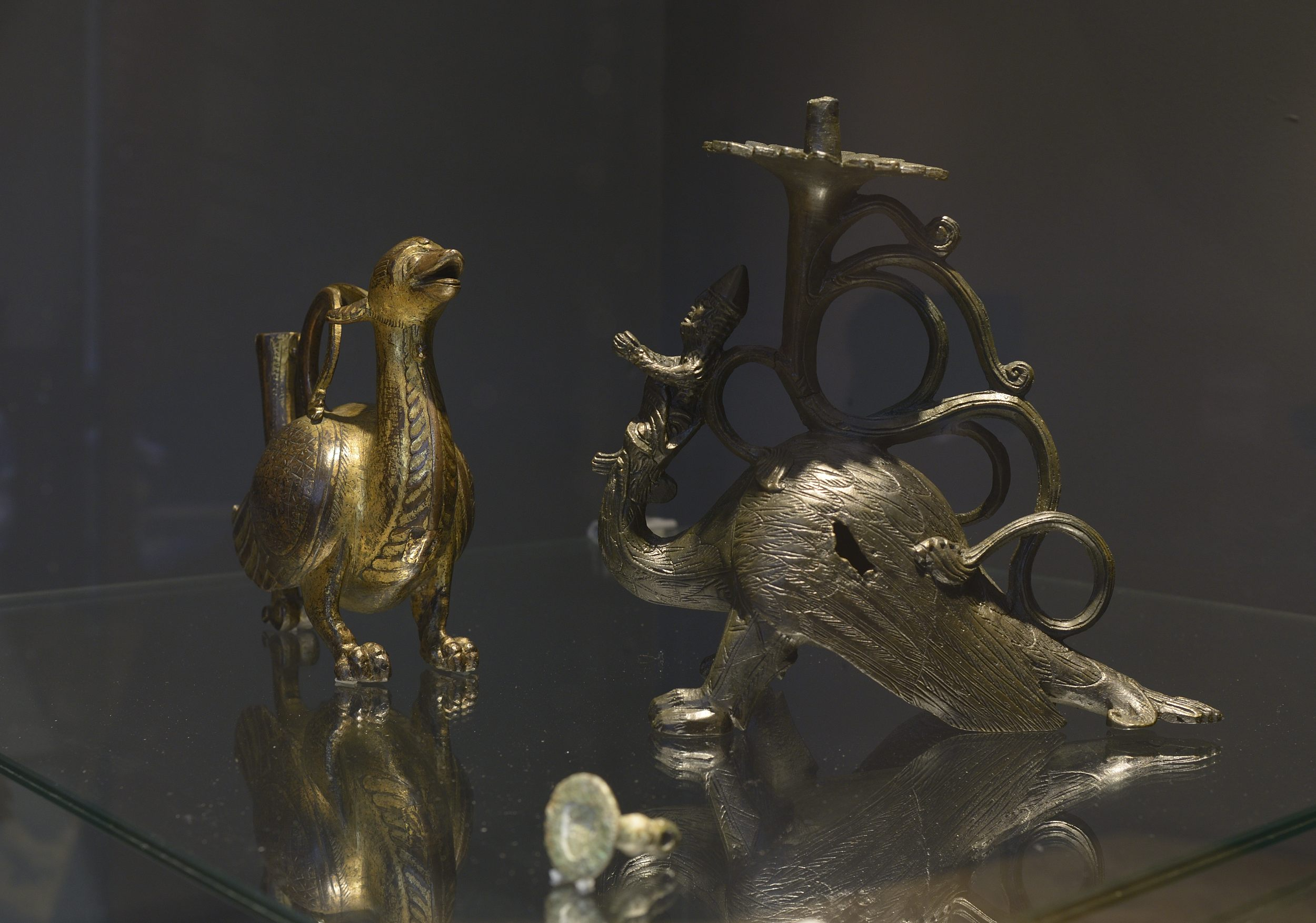
Faszination Drachen. Mythen Märchen Heldensagen, 2018

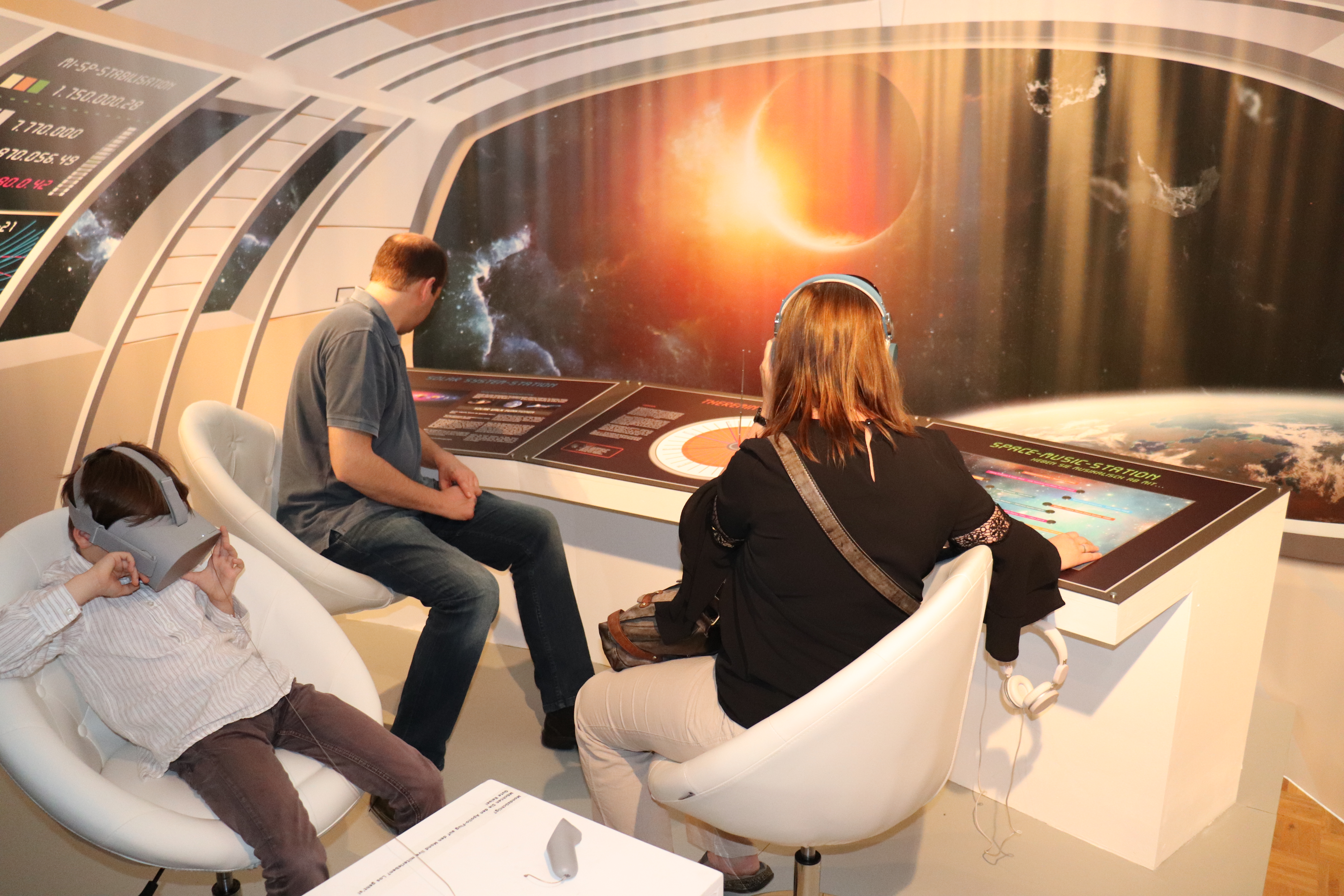
Phänomen Universum, Utopie und Wirklichkeit, 2019/2020

Das Schloss Neuenbürg liegt in Baden-Württemberg in der Region Nordschwarzwald, zwischen Karlsruhe und Stuttgart. Markant ist seine Lage auf einem Umlaufberg der Enz oberhalb der Stadt Neuenbürg.

## Geschichte
Das ursprüngliche Schloss, das als 'Novum Castrum' mit Ringmauer und Burggraben angelegt wurde, geht auf eine Gründung der Grafen von Vaihingen im 13. Jahrhundert zurück. 1285 wurde das Schloss von König Rudolf von Habsburg erworben und ging damit kurzzeitig in Reichsbesitz über. 1320 kam es in den Besitz von Graf Eberhard I. von Württemberg, der dadurch die Westgrenze nach Baden sichern wollte. Von der mittelalterlichen Burg, die wahrscheinlich bereits die Ausmaße der heutigen Anlage hatte, sind noch erhebliche Reste erhalten.
Unter Herzog Christoph von Württemberg wurde um 1550 mit dem Neubau des Schlosses begonnen. Als Baumeister werden Hans Hertz, Jochen Maier und 1557 auch Aberlin Tretsch genannt. Neuenbürg sollte als Residenz für Mitglieder der herzoglichen Familie dienen. So entstand im 17. Jahrhundert zweimal eine kurzlebige Nebenlinie Württemberg-Neuenbürg. Der Bau besteht bis heute aus zwei schräg aufeinander zulaufenden Hauptflügeln, die im Westen durch eine Brücke, im Osten durch eine Mauer zu einem Viereck verbunden sind.
Trotz mehrerer Anläufe – so wurde 1617 an der Südseite die Bergkuppe eingeebnet und durch den Baumeister Heinrich Schickhardt ein Lustgarten sowie eine Wasserleitung errichtet – wurde Neuenbürg niemals herzogliche Residenz. Im Jahre 1638 (Dreißigjähriger Krieg) wurden Schloss und Stadt Neuenbürg geplündert, die Menschen vertrieben und die Äcker zerstört. Der Nordflügel wurde nach einem Brand um 1650 in den Jahren 1652 bis 1659 wieder neu aufgebaut, die restlichen Gebäude renoviert. Der Südflügel hat aber noch seine ursprüngliche schlichte dreigeschossige Form eines Zweckbaus der Renaissance. Das Portal am Westtrakt, durch das man heute den Schlosshof betritt, trägt noch gut sichtbar die Jahreszahl 1658.
Schloss Neuenbürg wurde von herzoglichen Beamten bewohnt und war Sitz von Behörden und Ämtern. So zog 1726 das vorher in Bad Wildbad ansässige Forstamt ein. Ab 1940 wurden die Schlossräume als Wohnungen und Maleratelier genutzt. Ab 1967 hatte der Maler und Bildhauer Hans Ludwig Pfeiffer seine Arbeitsräume im Schloss. Bis 2004 war das Staatliche Forstamt hier untergebracht, was durch eine Verwaltungsreform vom Land Baden-Württemberg in das Kreisforstamt des Enzkreises übergegangen ist.

## St. Georgskirche

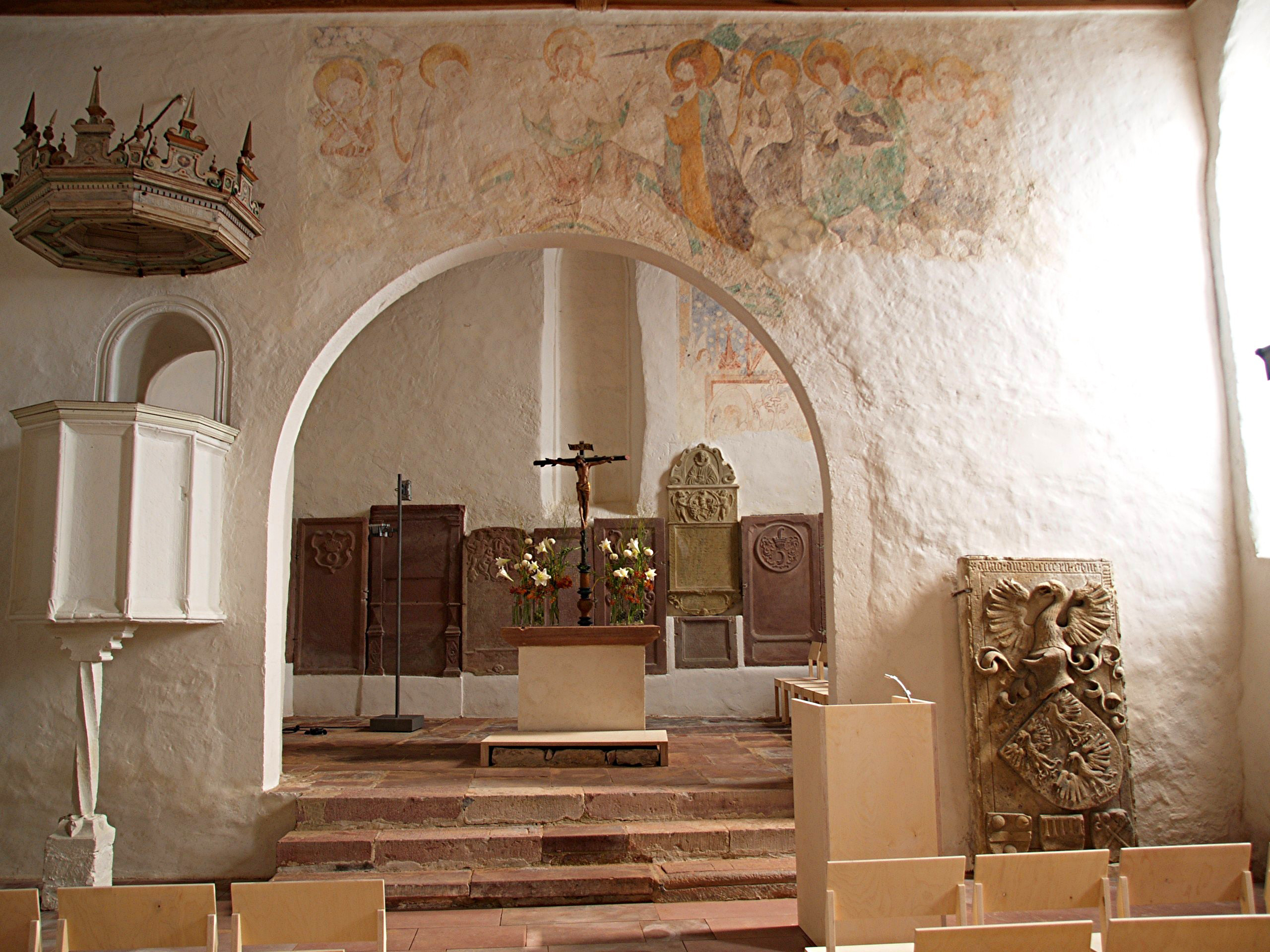
Altarraum mit dem Jüngsten Gericht

Die am Schlossberg gelegene ehemalige Schlosskapelle wurde im 13. Jahrhundert errichtet und um 1340 mit Wandmalereien ausgestattet. Die Bilderzyklen geben u. a. Szenen aus dem Leben Christi, Szenen aus dem Marienleben und das Weltgericht wieder und gehören heute zu den wertvollsten in Baden-Württemberg.
Baugeschichtlich bemerkenswert ist ebenfalls das malerische Fachwerk-Geschoss des Turmes, an dem die Bautechnik des Mittelalters noch erkennbar ist. Die ursprünglich am Boden befindlichen Grabsteine wurden im Zuge der Renovierungsarbeiten an der Chorwand aufgestellt. Unter ihnen befindet sich auch die Grabplatte eines Herrn von Gültlingen von 1412 (oder 1415).

## Zweigmuseum des Badischen Landesmuseums

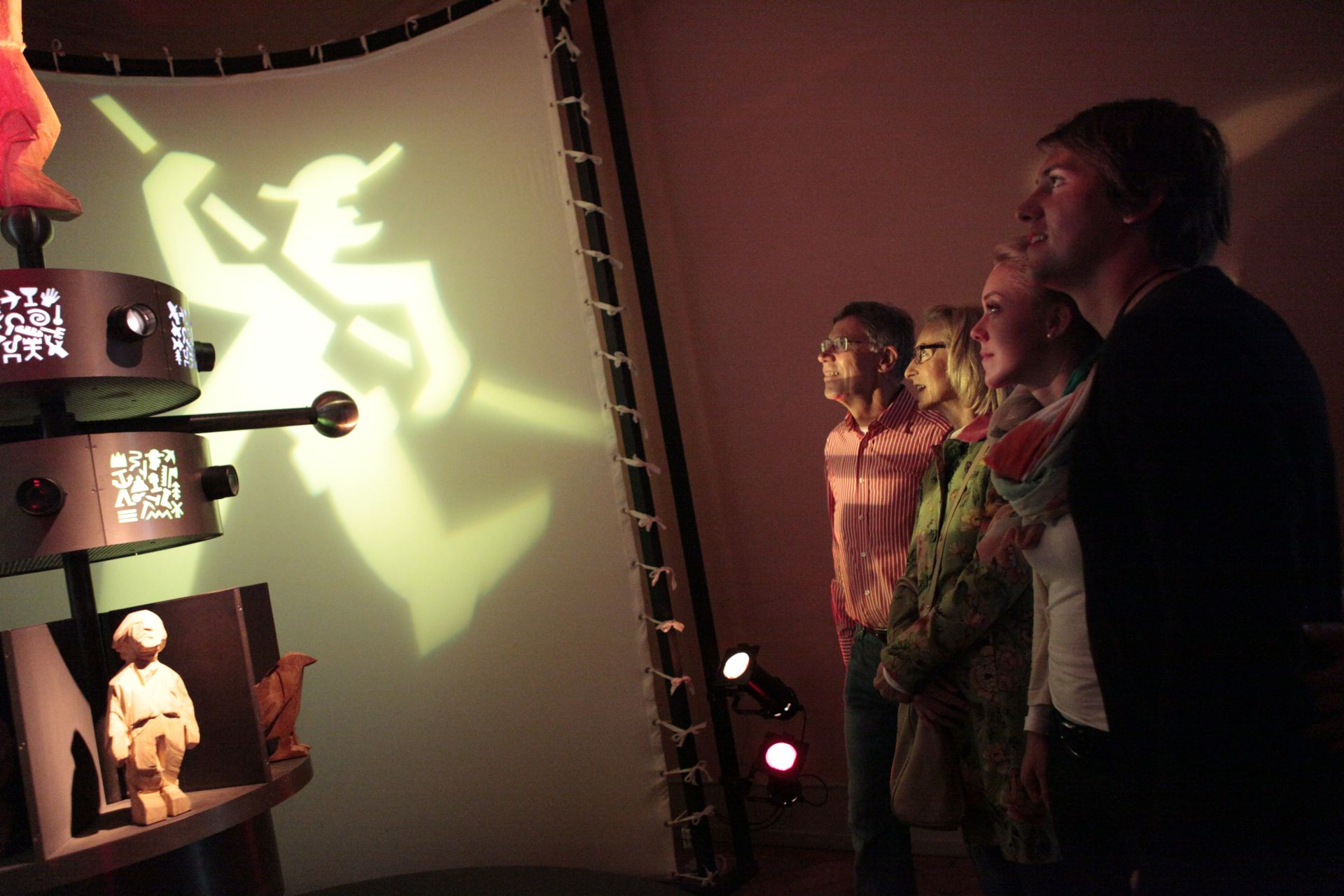
Szene mit den Hauptdarstellern des Märchens „Das kalte Herz“ nach Wilhelm Hauff
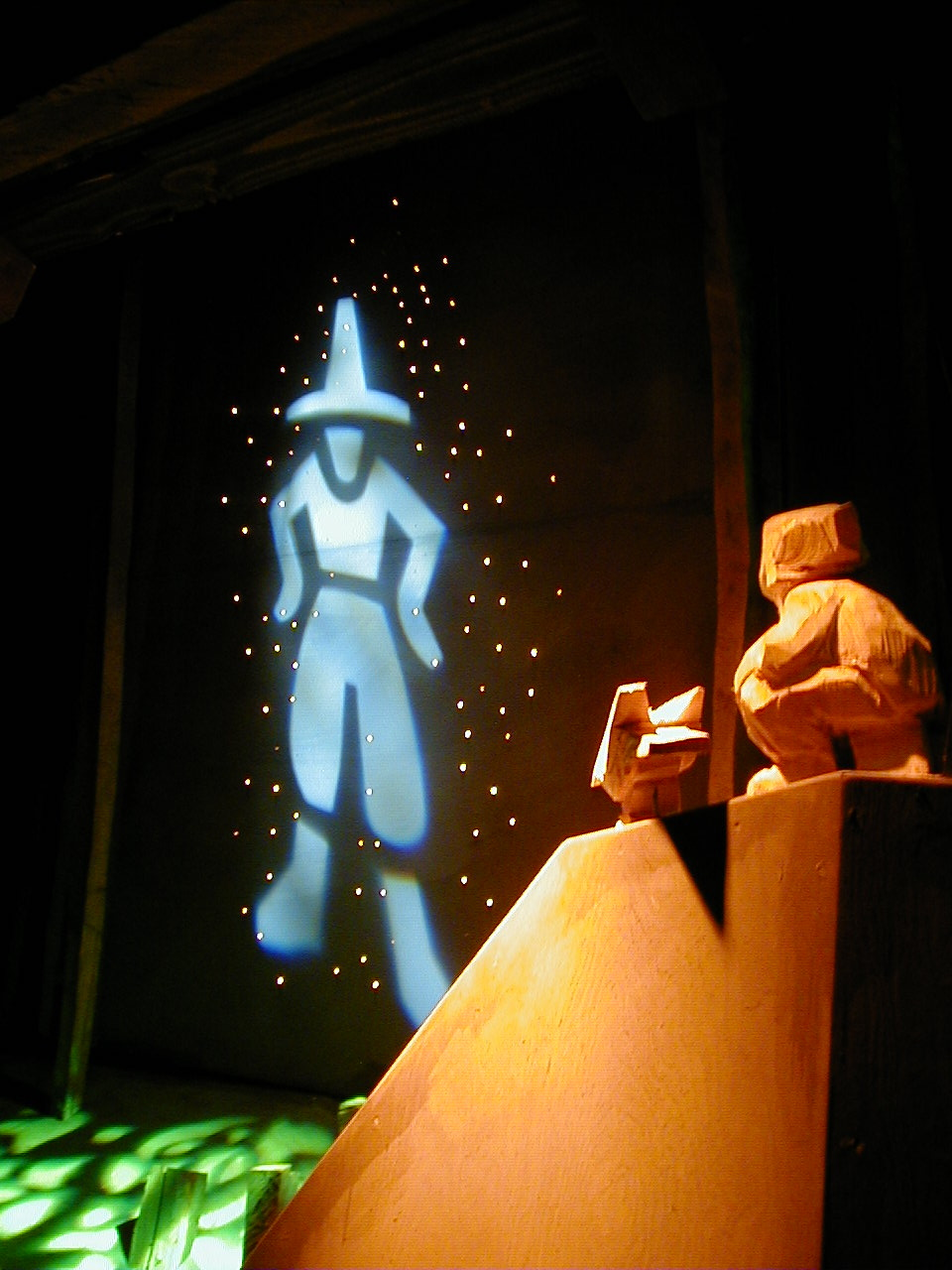
Szene mit dem Glasmännlein
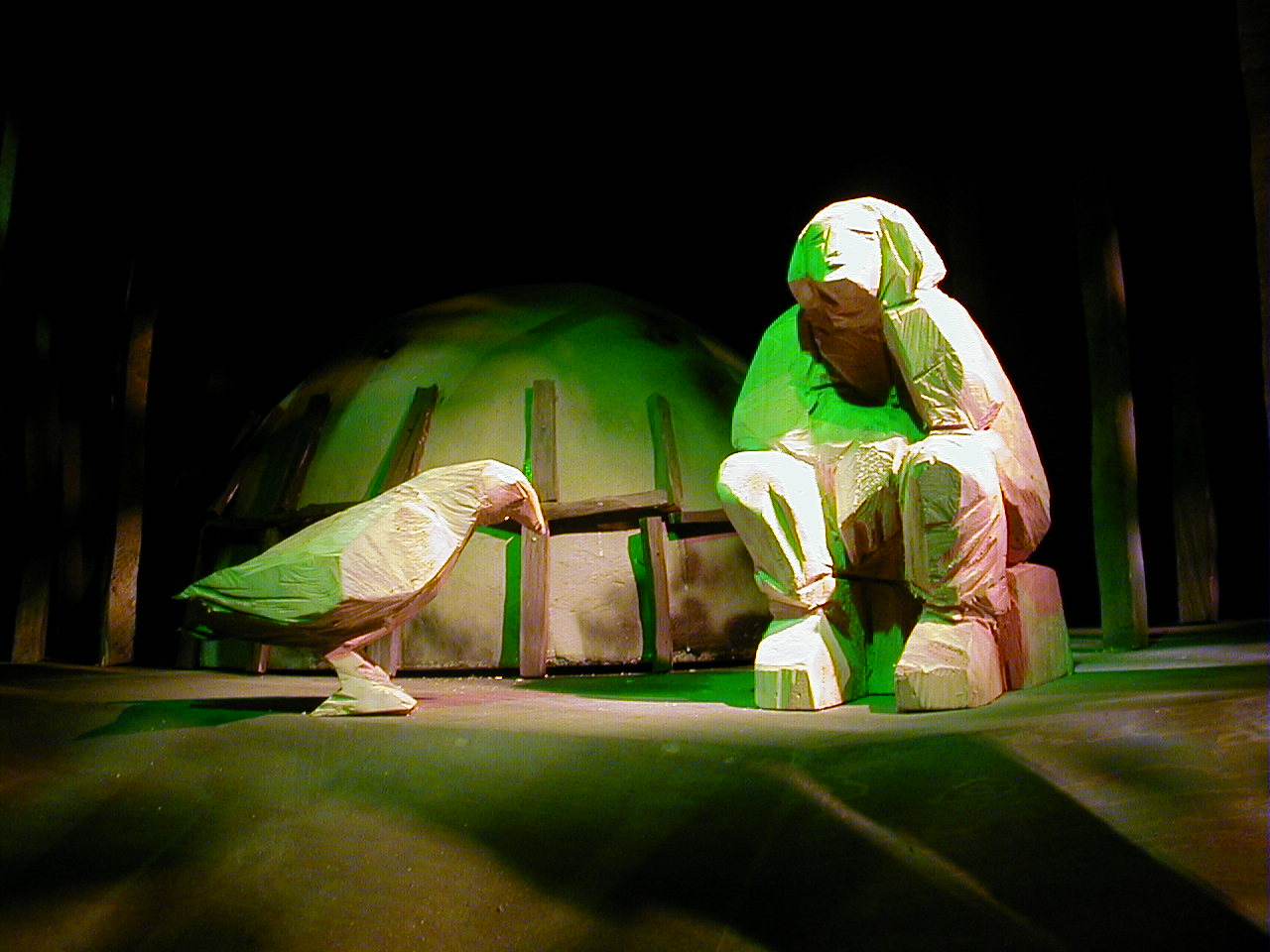
Szene mit Peter Munk, dem Köhler
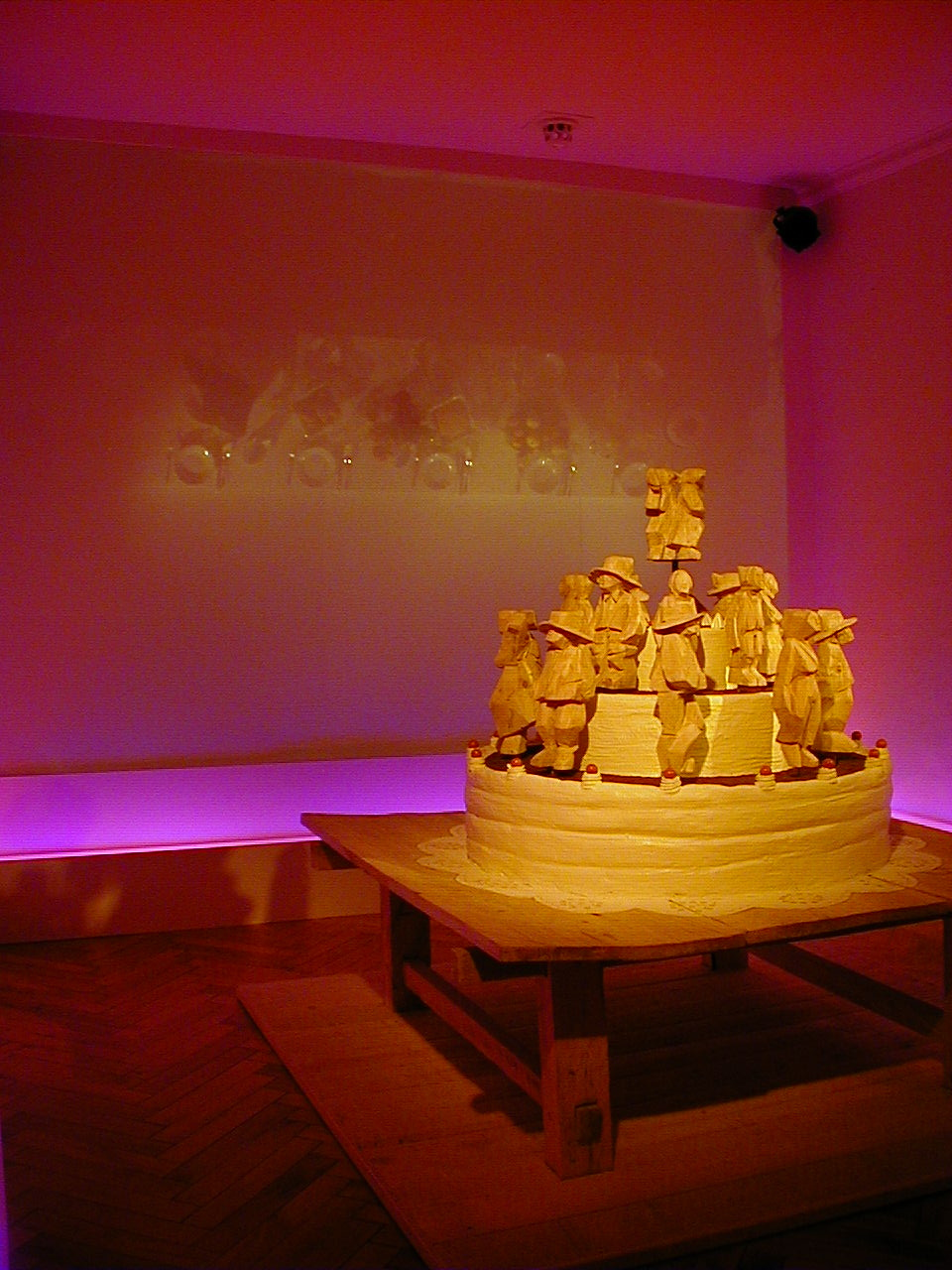
Szene mit Schwarzwälder Kirschtorte

Nach umfangreichen und mehrjährigen Sanierungsarbeiten des Bauwerks wurden 2001 ein Zweigmuseum des Badischen Landesmuseums eingerichtet und eine Gastronomie eröffnet. Den ersten Teil des Museums bildet die multimediale Inszenierung des Märchens Das kalte Herz von Wilhelm Hauff. In sechs begehbaren Szenen wird die schicksalhafte Geschichte des Köhlers Peter Munk erzählt. Im zweiten Teil mit regionalgeschichtlichem Bezug, wie z. B. zur Flößerei im Nordschwarzwald finden sich bemerkenswerte Fundstücke aus der Latènezeit und des Mittelalters.

## Sonderausstellungen (Auswahl)
Seit 2003 finden jährlich Wechselausstellungen zu kulturhistorischen Themen statt. Darüber hinaus gastierten in Schloss Neuenbürg u. a. der Cartoonist Peter Gaymann, der Frankfurter Fotograf Frank Kunert, der Autor und Illustrator Ingo Siegner, der Schnellzeichner und Karikaturist Daniel Stieglitz (2018), der Pionier der Mikrofotografie Manfred Kage, der Comiczeichner und Äffle und Pferdle – Illustrator Alexander Linke, der Komiker und Sprecher vom Äffle & Pferdle Markus Zipperle und Peter Krause, Synchronsprecher und bis 2019 deutsche Stimme der Disney-Figur Donald Duck.
- 2009: Peter Gaymann – Hühner und Paar Probleme
- 2010: Duckomenta oder die Ver-Entung der Welt
- 2017: Augsburger Puppenkiste
- 2018: Kurios.Dubios.Famos! Mit Arbeiten von Frank Kunert[3]
- 2018: Faszination Drachen – Mythen Märchen Heldensagen[4]
- 2019: Phänomen Universum, Utopie und Wirklichkeit[5]
- 2020: ECHT GLANZ STÜCKE – Vom Wert des scheinbar Wertlosen[6]
- 2021: Äffle & Pferdle. Die Ausstellung![7][8][9]
- 2021: Kelten in Baden-Württemberg. Aktuelle Forschungen zur Eisenzeit. Wanderausstellung[10]
- 2022: Das Herz – Kein Scherz[11]
- 2024: Beste Bilder – Deutscher Cartoon Preis[12]

## Forum für zeitgenössische Kunst

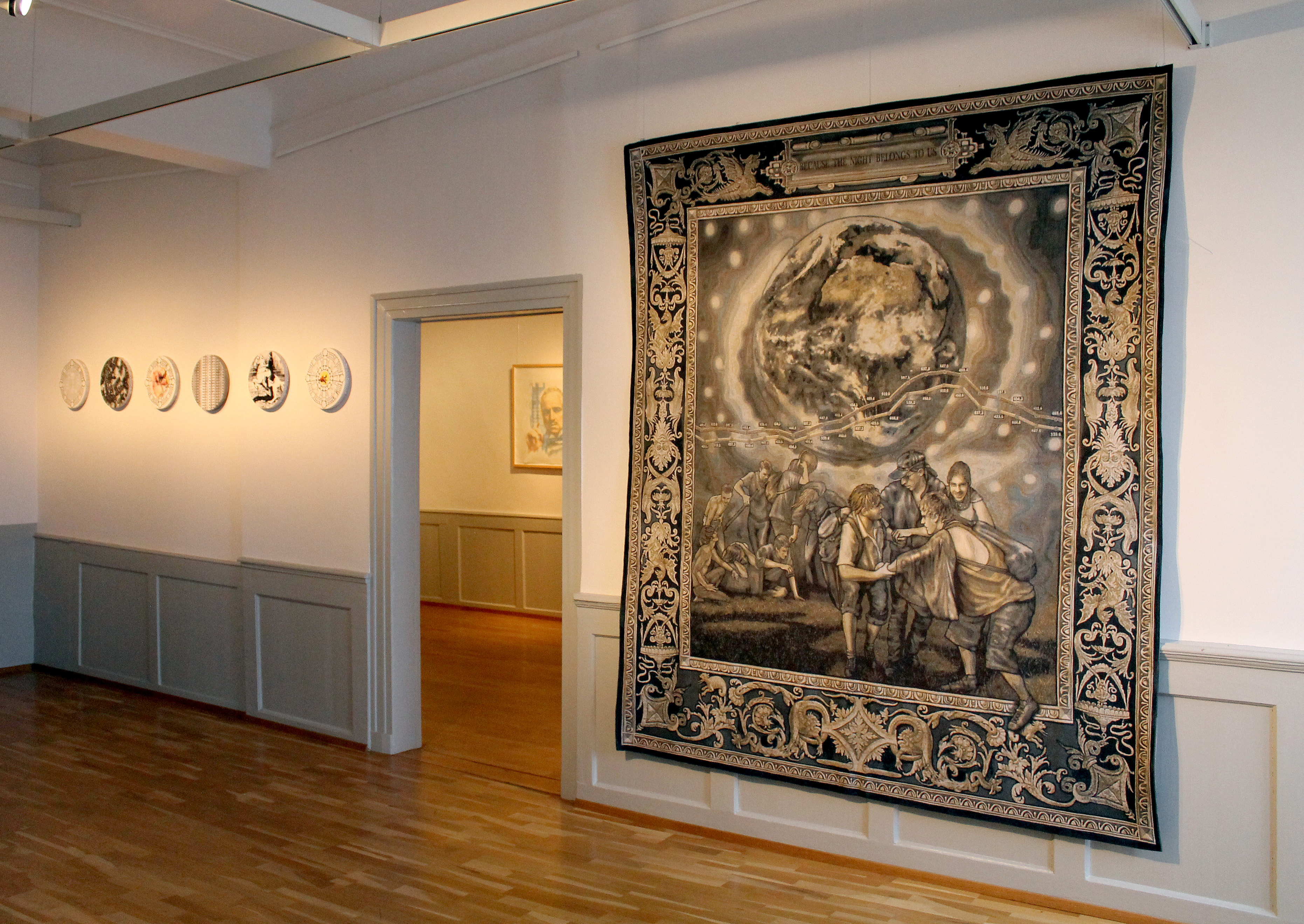
„Once upon a time in mass media – Digitale Montagen von Margret Eicher“ (2013, Blick in die Ausstellung)

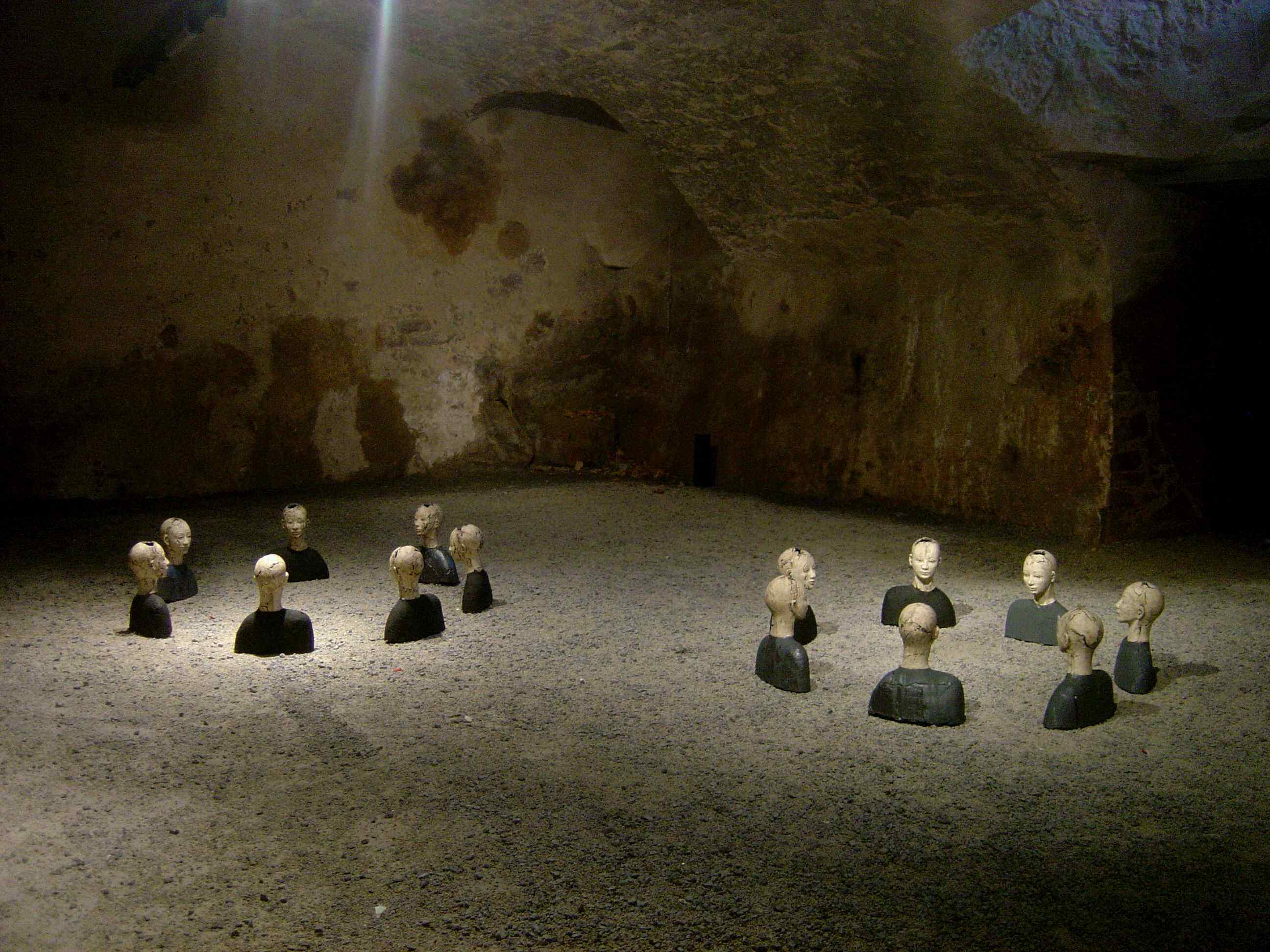
Installation „diesseits jenseits“ von Dao Droste im Schlosskeller (2006)

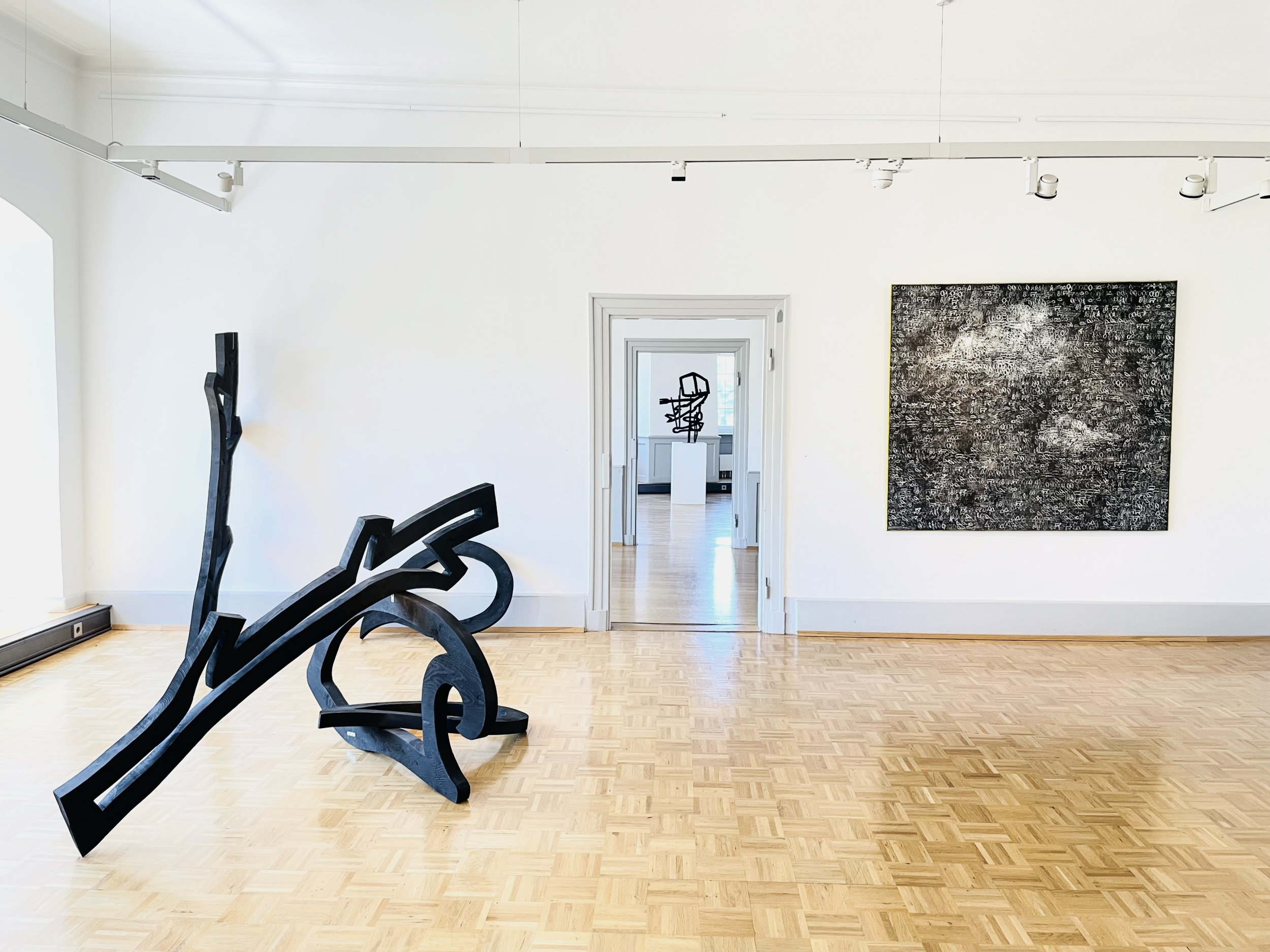
„Mirja Wellmann – rascheln zwitschern plätschern – Skulpturale Transformation von Geräuschen“ (2023, Blick in die Ausstellung)

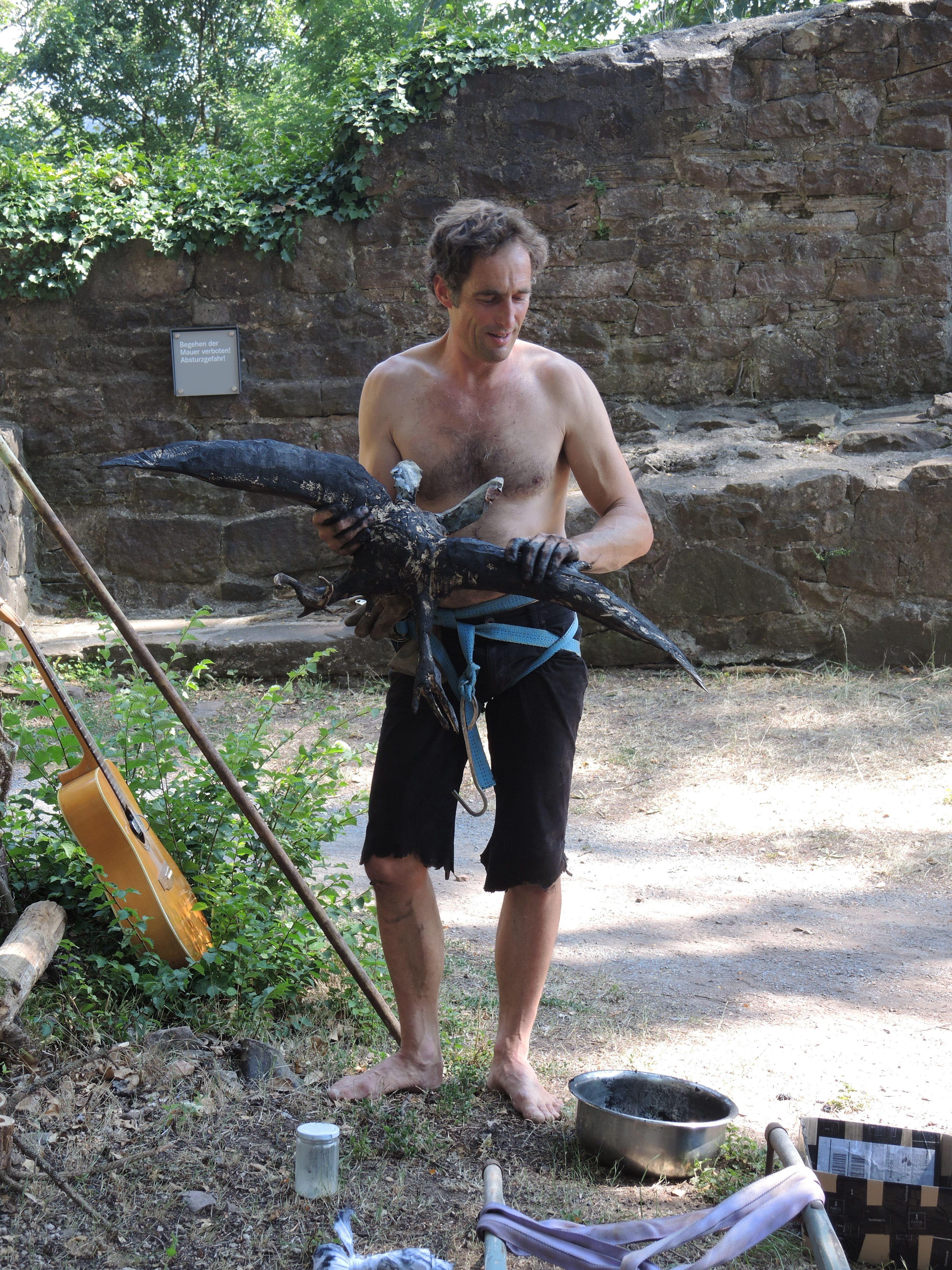
Thomas Putze während des Bildhauersymposiums 2022 in Schloss Neuenbürg

Im Forum für zeitgenössische Kunst werden seit 2004 auch jährlich Kunstausstellungen in Schloss Neuenbürg kuratiert. Zu den ausgestellten Künstlern gehören u. a. Stefan Strumbel, Margret Eicher, Simone Demandt, Regine Schumann, Dao Droste, Christina Kubisch, Ulrike Hein, Mirja Wellmann, Rüdiger Seidt und Sinje Dillenkofer. In der 2008 im Schlosskeller kuratierten Ausstellung „Neue Künstlerkeramik aus der Karlsruher Majolika“ wurden Arbeiten u. a. von Ottmar Hörl, Thaddäus Hüppi und Joachim Czichon und Daniel Wagenblast gezeigt.

## Bildhauersymposium

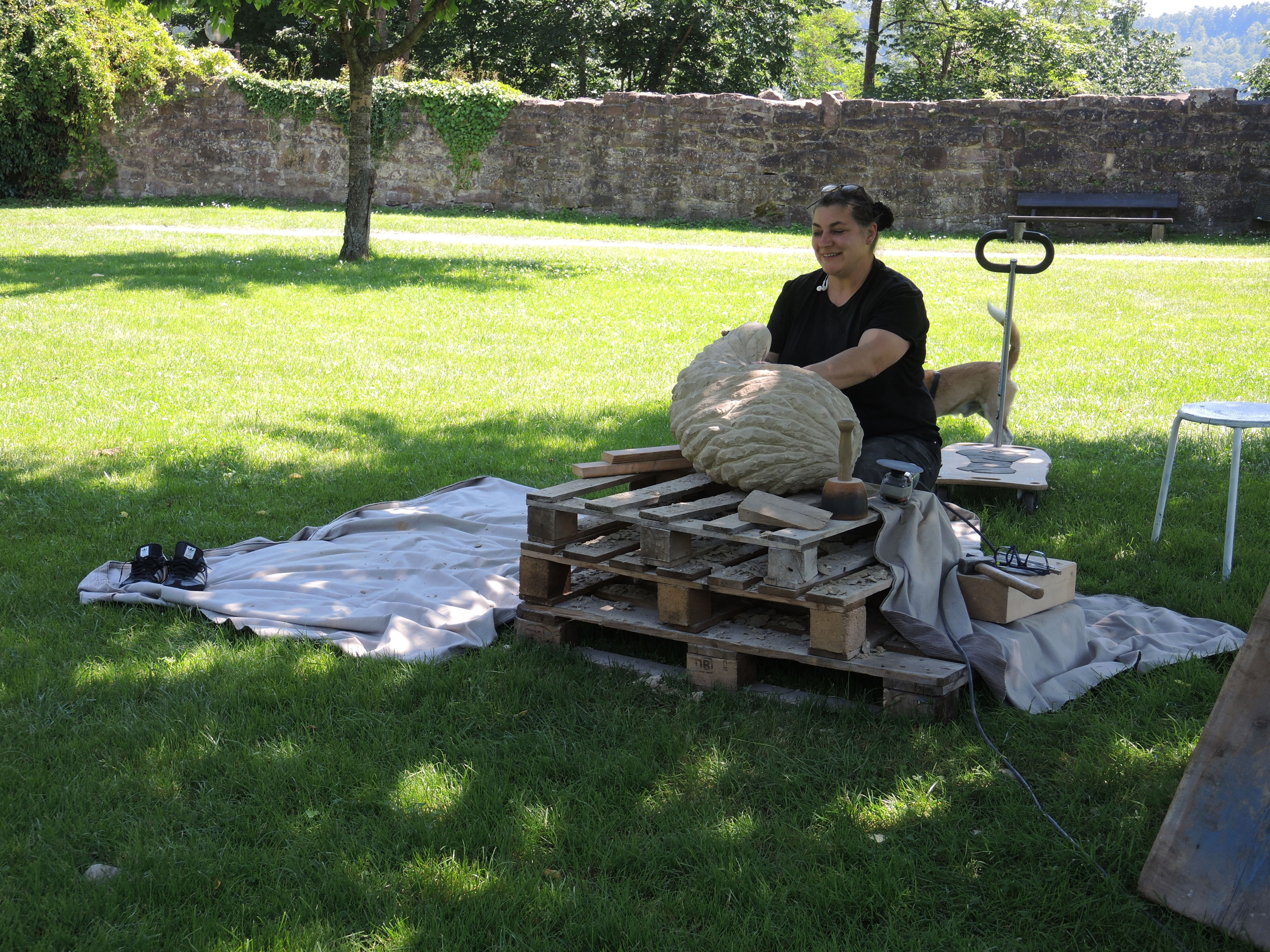
Claudia Dietz
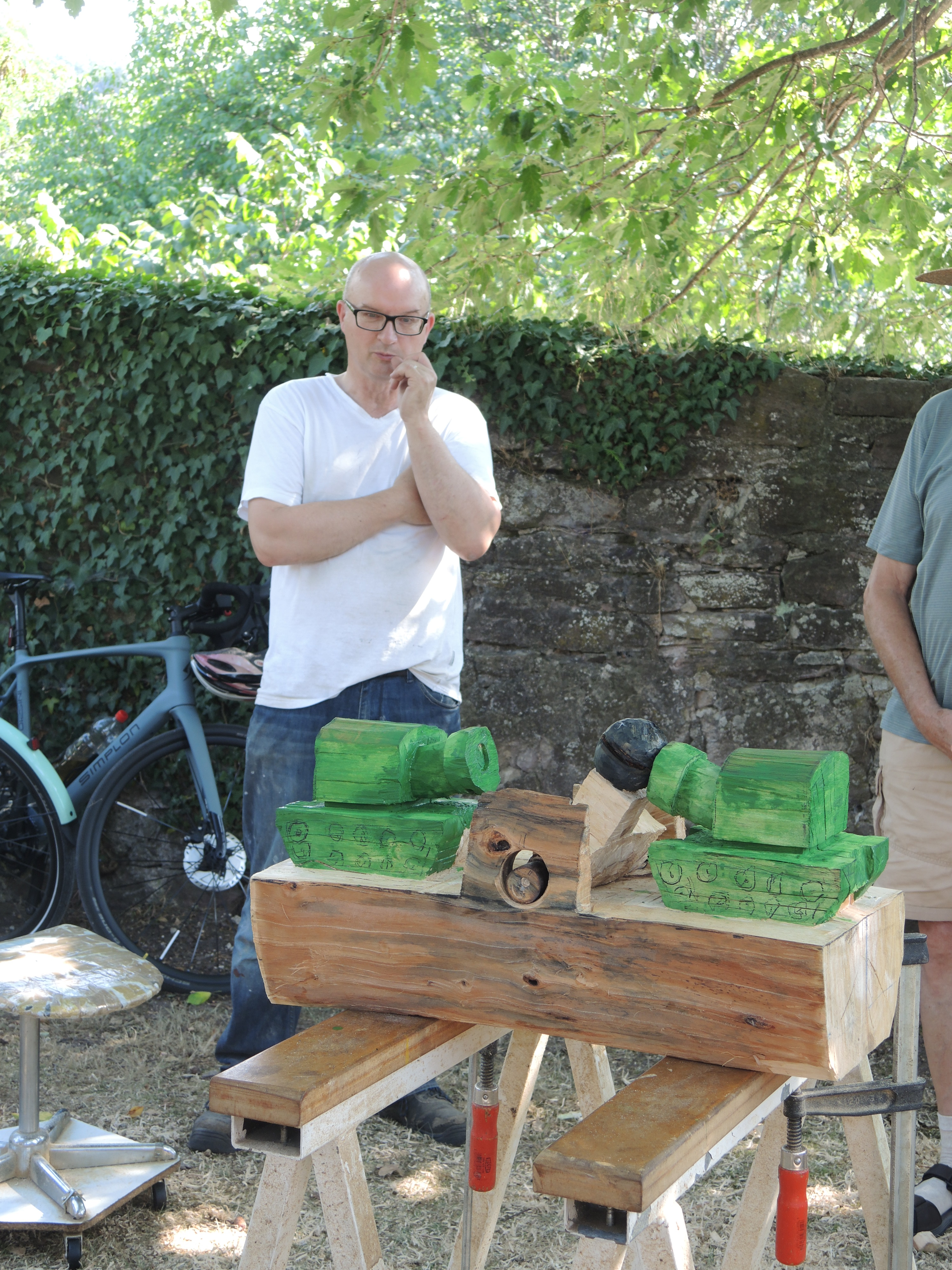
Andreas Welzenbach
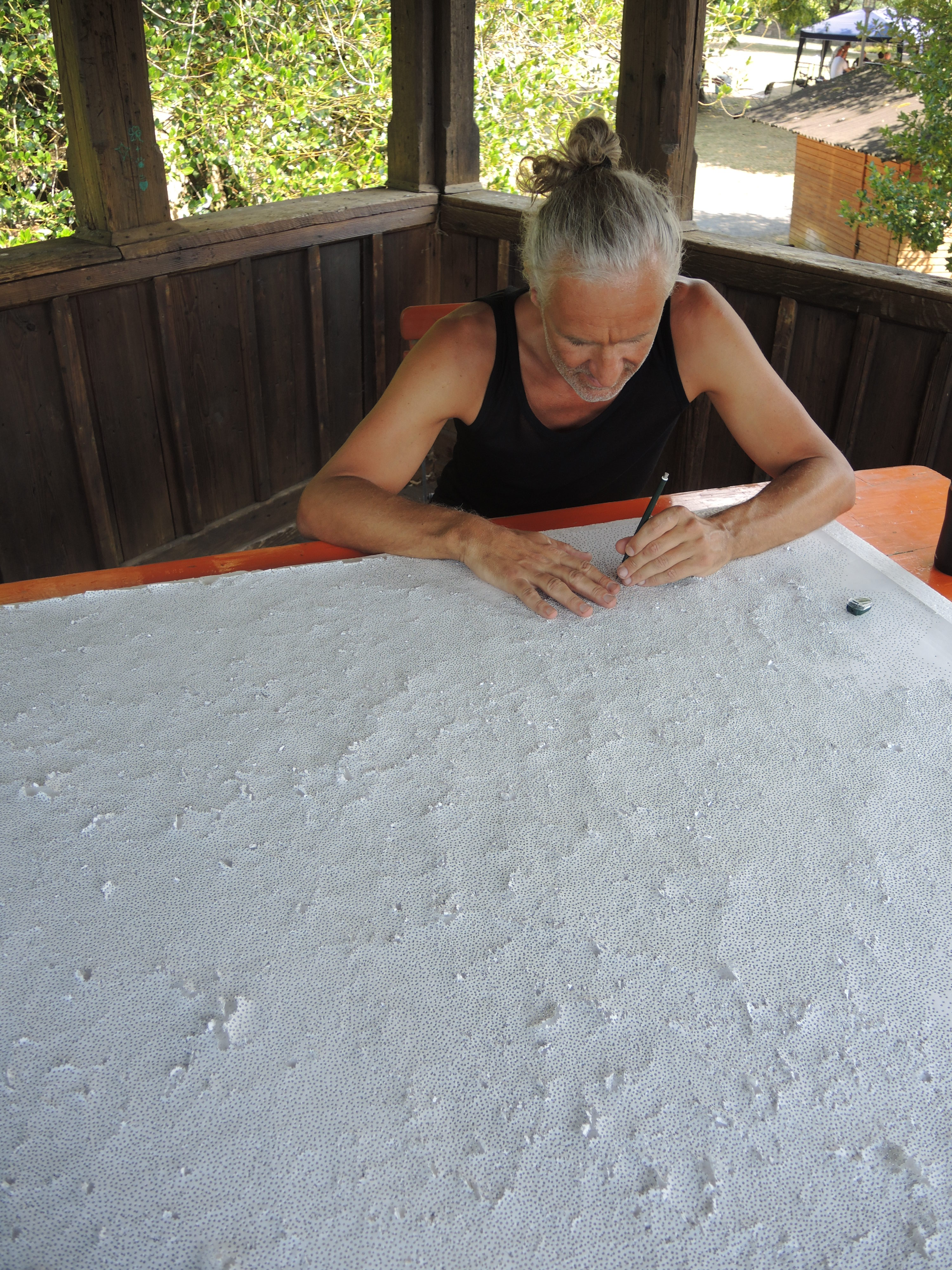
Martin Bruno Schmidt
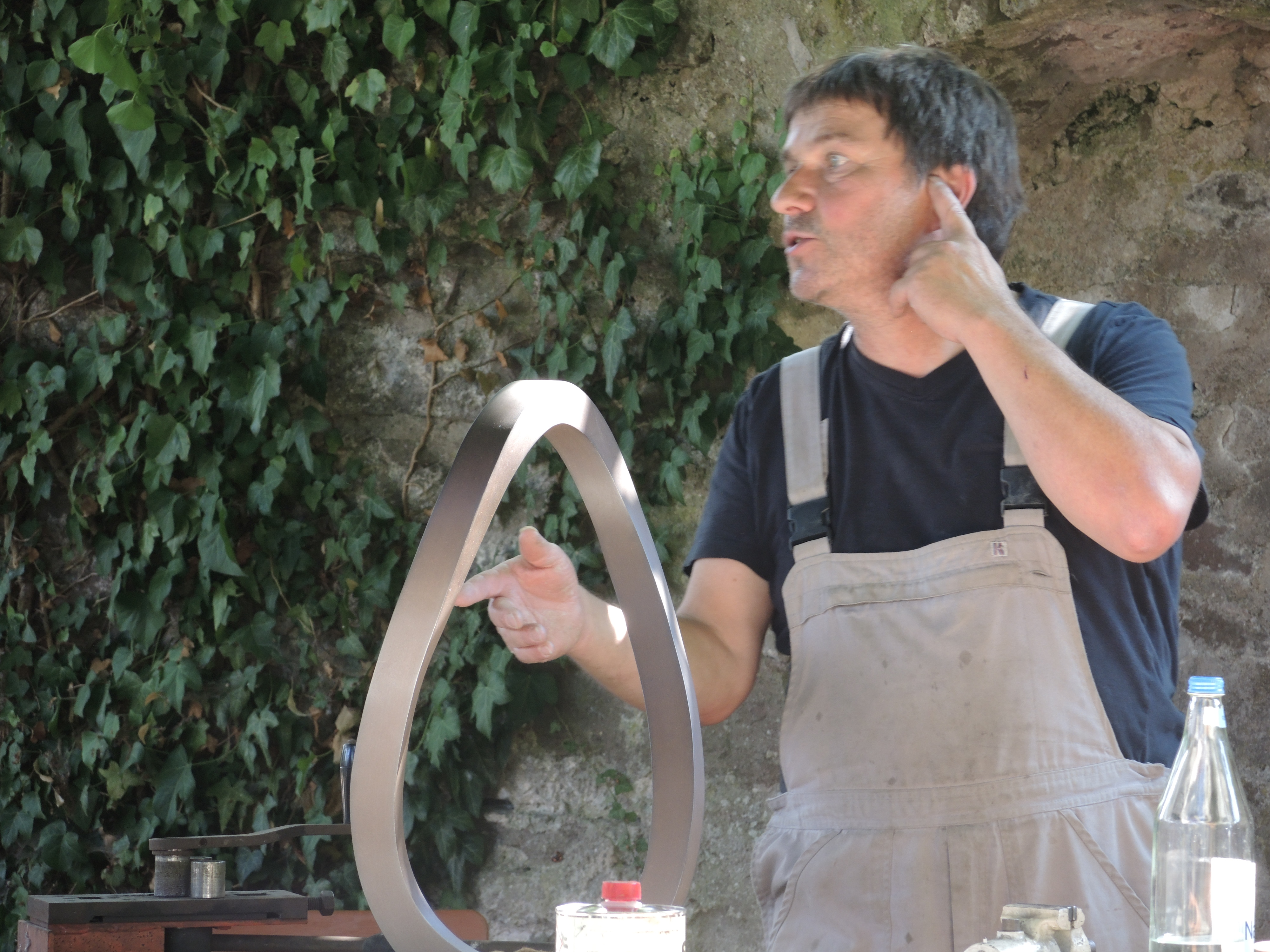
Rüdiger Seidt
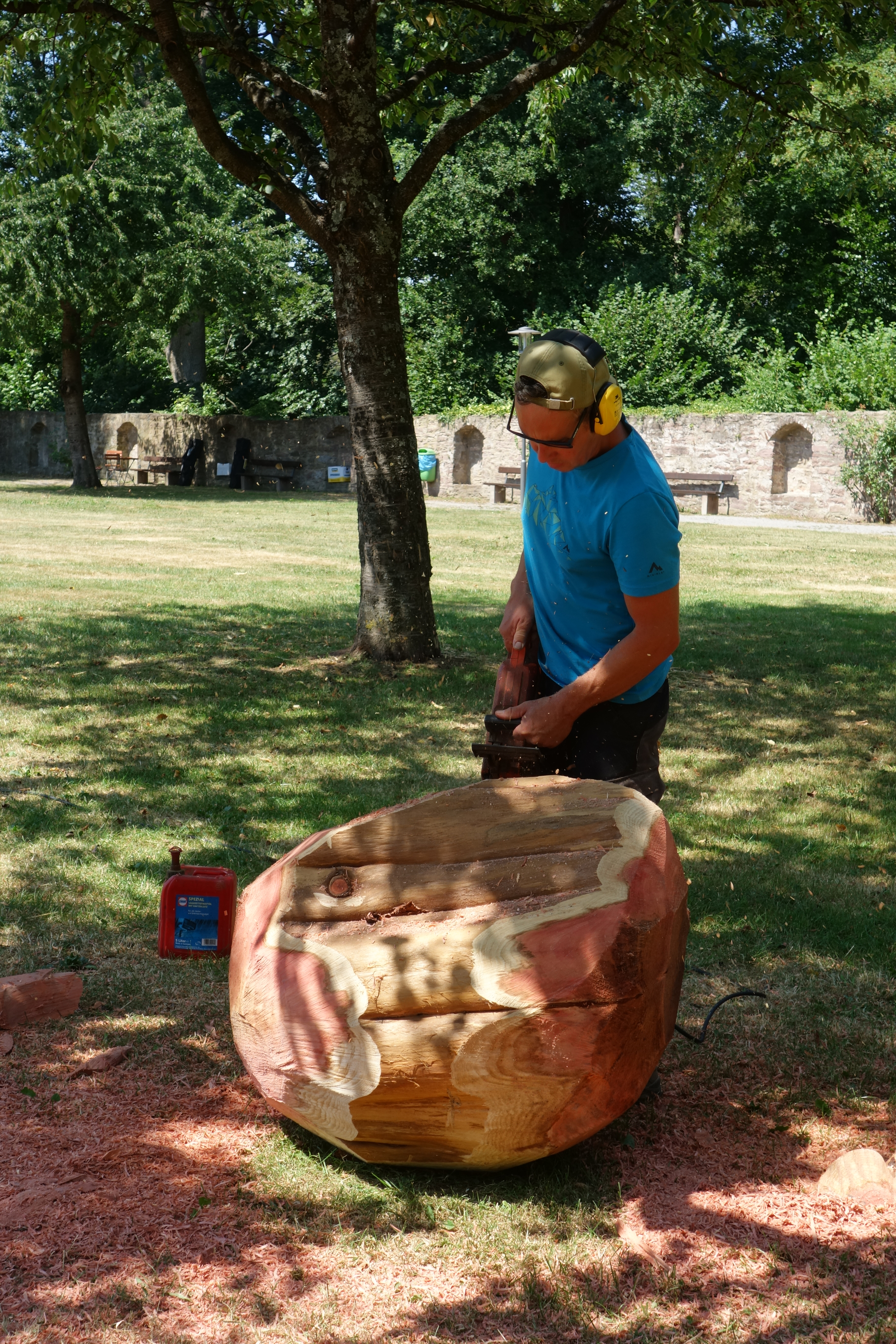
Lars Zech
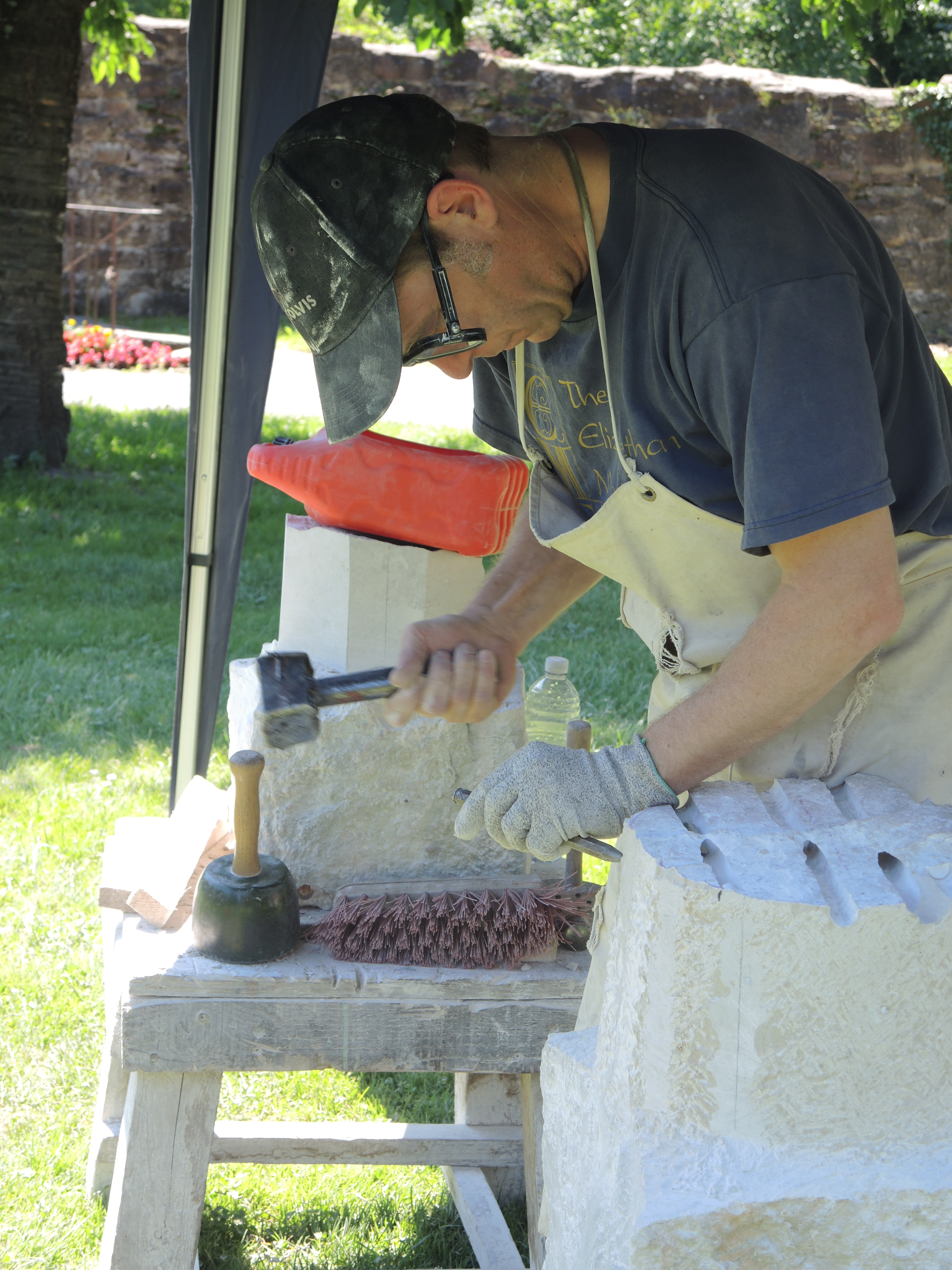
Uli Gsell

Zur Schlossanlage gehört ein rund 7000 m² großer Schlosspark. Hier fanden 2002, 2007, 2015 und zuletzt 2022 mehrtägige Bildhauersymposien statt. Teilnehmende Künstler waren u. a.
- 2022: Rüdiger Seidt, Lars Zech, Martin Bruno Schmid, Mirja Wellmann, Andreas Rohrbach, Andreas Welzenbach, Thomas Putze
- 2015: Sibylle Burrer, Claudia Dietz, Andreas E. Furtwängler, Rolf Bergmeier, Gregor Gaida, Uli Gsell

2002 und 2007: Charlott Szukala, Kurt Tassotti, Josef Wehrle, Eckhard Bausch, Fero Freymark u. a.